# 步步高 (乐曲)
《步步高》是一首廣東音樂，由吕文成作曲，是為其代表作，亦是广东音乐中具有代表性的一首。乐谱出自1938年沈允升著的《琴弦乐谱》，乐曲为D宫调，2/4拍，采用反复的手法以积聚力量，或渐次高涨，或渐次下落，有张有弛，表现步步高升的情緒。此曲旋律轻快激昂，层层递增，节奏明快，音浪叠起叠落，一张一弛，音乐富有动力，给人以奋发上进的积极意义。後來彭修文改編以民族樂團演奏。
1972年10月，香港電台製作的實況劇集系列《獅子山下》啟播，當時採用的主題音樂正是由上海音樂學院小提琴齊奏組演奏的《步步高》版本，直至1978年節目革新而改用由顧嘉煇作曲及編曲、黃霑填詞、羅文主唱的《獅子山下》作節目主題曲為止。